# هاينز فيرنر زيمارمان
هاينز فيرنر زيمارمان (بالألمانية: Heinz Werner Zimmermann)‏ هو ملحن ألماني، ولد في 11 أغسطس 1930 في فرايبورغ في ألمانيا.

## وصلات خارجية
- هاينز فيرنر زيمارمان على موقع ميوزك برينز (الإنجليزية)
- هاينز فيرنر زيمارمان على موقع ديسكوغز (الإنجليزية)